# 노엘 매디슨

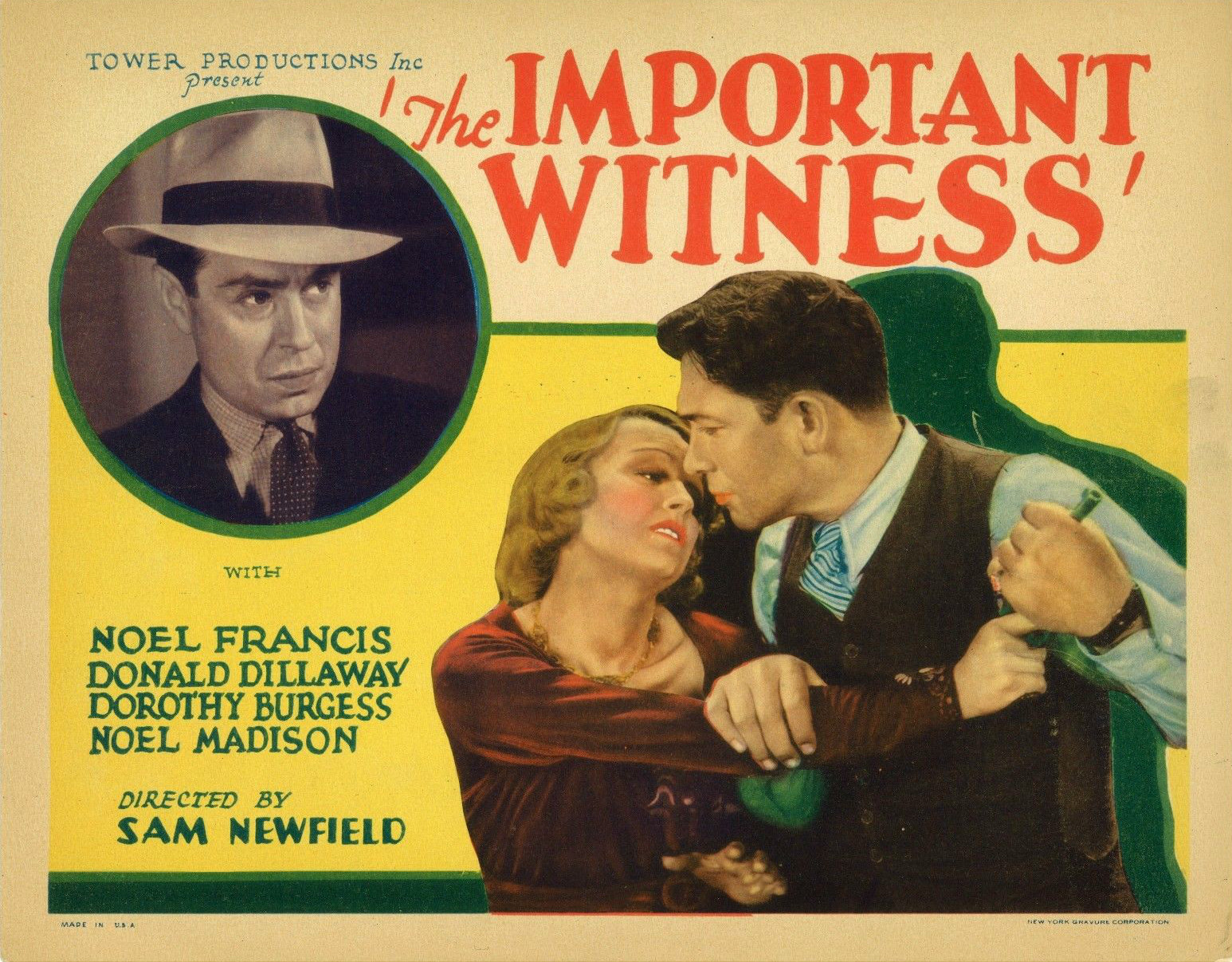

노엘 매디슨(Noel Madison, 1897년 4월 30일 ~ 1975년 1월 6일)은 미국의 배우, 영화배우, 연극 배우이다.
뉴욕에서 태어났으며 포트로더데일에서 사망하였다.

## 영화
- 언제나 영원히 (1943년)
- 높이 오르기 (1939년)
- 맨하탄 멜로드라마 (1934년)
- 하우스 오브 로칠드 (1934년)
- 미 앤 마이 걸 (1932년)
- 하트 오브 뉴욕 (1932년)
- 리틀 시저 (1930년) - 킬러 역